# Абенс
Абенс (нем. Abens) — река в Германии, протекает по Верхней Франконии и Нижней Баварии (земля Бавария). Правый приток Дуная. Речной индекс 136.
Абенс образуется в районе Пфаффенхофен-ан-дер-Ильм. Далее протекает по району Фрайзинг и впадает в Дунай в общине Нойштадт-ан-дер-Донау (район Кельхайм).
Площадь бассейна составляет 1020,07 км². Длина реки 71,09 км. Высота истока 504 м. Высота устья 347 м.